# ألين كوهن
ألين كوهن (بالإنجليزية: Allen Cohen)‏ هو ملحن أمريكي، ولد في 1951.

## وصلات خارجية
- ألين كوهن على موقع ميوزك برينز (الإنجليزية)